# Trichochermes huabeianus
Trichochermes huabeianus är en insektsart som beskrevs av Yang och Li 1985. Trichochermes huabeianus ingår i släktet Trichochermes och familjen spetsbladloppor. Inga underarter finns listade i Catalogue of Life.